# João Jaciel Pereira
João Jaciel Pereira foi um político brasileiro do estado de Minas Gerais.
Jaciel Pereira foi deputado estadual de Minas Gerais durante a 10ª legislatura (1983 - 1987), como suplente de alguns deputados afastados.